# Carolina Mejía de Garrigó
Carolina Mejía de Garrigó (ur. 28 marca 1969 w Santiago de los Caballeros) – dominikańska polityk, ekonomistka i przedsiębiorczyni. 
W wyborach prezydenckich które odbyły się w 2016 roku była kandydatką na wiceprezydenta Republiki z ramienia PRM (Partido Revolucionario Moderno). Obecnie jest sekretarzem generalnym tej partii i pierwszą w historii kobietą-burmistrzem Santo Domingo.

## Życiorys
Carolina Mejía urodziła się 28 marca 1969 roku w Santiago de los Caballeros na  Dominikanie. Wychowywała się w tradycyjnej, konserwatywnej, katolickiej rodzinie. Jej ojciec, Hipólito Mejía jest agronomem, inżynierem rolnictwa i działaczem politycznym Dominikańskiej Partii Rewolucyjnej, jest również byłym prezydentem Republiki Dominikany (sprawował ten urząd w latach 2000-2004). Jej matka, Rosa Gómez de Mejía znaczną część swojego życia poświęciła działalności wolontariackiej, była też Pierwszą Damą Dominikany. Carolina ma trzech braci: Felipe, Ramóna Hipólito i Lissę.
Carolina Mejía na przestrzeni lat uczyła się w Colegio Santo Domingo, O'Sullivan College i na Uniwersytecie Concordia. Ukończyła Pontificia Universidad Católica Madre y Maestra, gdzie w 1991 uzyskała licencjat w dziedzinie ekonomii. W latach 1991–1993 pracowała w firmie telekomunikacyjnej CODETEL.
Carolina Mejía jest żoną Juana Garrigó, mają troje dzieci: Juana de Jesúsa, Diego José i Isabelę Carolinę.